# Sogni e delitti
Sogni e delitti (Cassandra's Dream) è un film del 2007 scritto e diretto da Woody Allen. È il terzo film di ambientazione britannica, dopo Match Point e Scoop. Il cast è capeggiato dall'irlandese Colin Farrell e dallo scozzese Ewan McGregor.
La trama, in cui si racconta la storia di due fratelli che, a causa di gravi problemi finanziari vengono spinti a commettere un omicidio, è caratterizzata da atmosfere drammatiche e angosciose abbastanza inconsuete rispetto alle precedenti opere del regista.
Il film, che è stato presentato fuori concorso alla 64ª Mostra internazionale d'arte cinematografica di Venezia, è uscito nelle sale cinematografiche italiane il 1º febbraio 2008.
Il film, come sostenuto da Woody Allen al settimanale italiano Il Venerdì, tratta ampiamente i temi della colpa e della coscienza. Allen stesso sostiene che la coscienza è presente in gradazioni diverse negli uomini e i personaggi del film rappresentano molto bene questo punto di vista.

## Trama
Due fratelli molto legati, Ian e Terry, nonostante le difficoltà finanziarie di entrambi, decidono di acquistare una piccola barca a vela a cui danno il nome Cassandra's Dream. Ian, che lavora controvoglia nel ristorante di famiglia, sogna di fare carriera nel mondo imprenditoriale, in particolare nel settore degli alberghi. Terry, meccanico presso un'officina, è alcolizzato e dedito al gioco d'azzardo.
I due fratelli ben presto si ritrovano in grossi guai finanziari e per questo si vedono costretti a chiedere aiuto al facoltoso zio Howard, fratello della madre, uomo di successo spesso in viaggio, tornato a Londra per motivi di lavoro. In occasione del compleanno della sorella, Howard porta la famiglia fuori a pranzo e i due fratelli ne approfittano per spiegargli i problemi che li affliggono e chiedergli dei soldi. Lo zio si mostra disponibile ad aiutare i nipoti in difficoltà a patto che siano disposti a fargli un favore: uccidere Martin Burns, un uomo che potrebbe far finire Howard in carcere per via di azioni illecite commesse nei suoi affari.
Superate le iniziali titubanze, i due fratelli accettano ma, sebbene l'omicidio riesca, i crescenti sensi di colpa e la depressione di Terry portano gli eventi ad una tragica conclusione. Ian invita Terry per un giro in barca con l'intenzione di uccidere anche lui, dopo aver drogato una birra però la butta e litiga apertamente con Terry, accusandolo di rovinare tutto. Dalla colluttazione Ian muore battendo la testa, mentre il fratello sceglie, a questo punto, di suicidarsi.

## Titolo
Il titolo originale (Cassandra's Dream) allude al nome della piccola barca a vela dei protagonisti, acquistata grazie alle vincite sulle scommesse alle corse dei cani, alle quali partecipa Terry (il personaggio interpretato da Colin Farrell). Il nome infatti proviene dal nome di uno dei cani vincenti alle medesime corse. Il titolo, in modo allegorico, con il suo rimando al personaggio omerico di Cassandra, richiama uno dei maggiori interessi del regista e tema conduttore della pellicola, ovvero la connessione con i canoni su cui si reggono le strutture narrative della tragedia classica, di quella greca in particolare (cui Woody Allen aveva già fatto riferimento in altre opere del passato, in particolare in La dea dell'amore). Si nota in particolare il ricorrente intervento del Fato negli sviluppi dell'esistenza umana.

## Colonna sonora
L'8 gennaio 2008 negli Stati Uniti e il 28 aprile in Italia è stata pubblicata la colonna sonora del film, intitolata Cassandra's Dream, composta da Philip Glass e prodotta dalla Orange Mountain.

### Tracce
1. Cassandra's Dream - 2:18
2. Buying the Boat - 1:45
3. Sailing - 1:53
4. The Cockney Brothers - 1:24
5. A Drive In the Country - 1:38
6. Angela - 1:13
7. Howard's Request / In the Apartment - 3:27
8. The Pursuit & Murder In the Park - 6:44
9. Suspicion - 2:26
10. The Plot Unravels - 1:46
11. Death On the Boat - 3:31
12. Cassandra's Dream (Finale) - 2:57

## Accoglienza

### Incassi
Sogni e delitti ha incassato circa 7000000 € in Italia, 973018 $ negli Stati Uniti e circa 23000000 $ globalmente.

### Critica
Il film ha ricevuto giudizi contrastanti dalla critica, che si è soffermata sull'eccessiva linearità della storia e sulla insignificanza dei personaggi.
Il sito internet Rotten Tomatoes riporta che il film ha ricevuto solo il 46% di recensioni positive. Damon Wise, della rivista britannica Empire, lo ha definito "il punto più basso della carriera di Allen".